# Roberto Guerrero
Roberto José Guerrero Isaza (Medellín, 16 novembre 1958) è un pilota automobilistico colombiano, primo colombiano a debuttare in Formula 1.

## Carriera

### Gli inizi
Guerrero iniziò la propria carriera a dodici anni sui kart. Tra il 1972 e il 1976 vinse due titoli nazionali e giunse terzo nella categoria panamericana. Decise quindi di trasferirsi in Europa nel 1977 e si iscrisse alla scuola di guida di Jim Russell, vincendo cinque delle sei gare in programma.
Visti i buoni risultati ottenuti decise di passare in Formula Ford 1600 e riuscì a concludere il campionato al quinto posto, vincendo otto gare. Nel 1979 avvenne quindi il suo passaggio alla Formula 3 e si concentrò sui campionati inglese ed europeo. La vettura di cui disponeva, però, era poco competitiva e nel suo primo anno non andò oltre il nono posto in Inghilterra, mentre nel campionato europeo ottenne appena due punti. L'anno seguente decise di continuare a correre solo nel campionato inglese e, nonostante il mezzo non all'altezza, concluse secondo, alle spalle del solo Johansson. Passò dunque alla Formula 2, in cui fu protagonista di una stagione altalenante: dopo due gare deludenti riuscì ad imporsi in maniera netta nella terza corsa in calendario, per poi disputare le restanti gare senza eccellere particolarmente. A fine anno fu settimo, ma era riuscito ad attirare l'attenzione di alcuni team di Formula 1.

### Formula 1
Mo Nunn, proprietario della Ensign gli offrì infatti un posto nella sua scuderia. Il debutto era previsto per il Gran Premio del Sudafrica 1982, gara inaugurale della stagione, ma Maurer, proprietario della squadra di Formula 2 per cui Guerrero correva, si oppose innescando una battaglia legale. Nunn fu quindi costretto a ritirare il proprio pilota e, in un comunicato stampa, affermò che il colombiano non avrebbe corso in quanto non era in buone condizioni psicofisiche. Il suo debutto vero e proprio avvenne quindi alla gara seguente, il Gran Premio del Brasile, ma fallì la qualificazione. Riuscì a schierarsi per la prima volta al successivo appuntamento mondiale, ma fu costretto al ritiro. La sua stagione proseguì senza particolari acuti e ottenne il suo miglior risultato al Gran Premio di Germania, che concluse ottavo. Intanto, però, la situazione finanziaria della Ensign stava peggiorando e nell'ultima gara stagionale perse la fornitura di motori Cosworth. Guerrero dimostrò nel warm up che con i nuovi propulsori non sarebbe riuscito a mantenere la posizione conquistata in qualifica.
Nel 1983 avvenne poi la fusione tra Ensign e Theodore, ma Guerrero fu comunque confermato al fianco di Johnny Cecotto. In questa stagione il pilota colombiano fallì solamente una volta la qualificazione, ma fu spesso afflitto da problemi alla vettura di diversa natura, senza mai riuscire ad andare oltre il dodicesimo posto. Inoltre la situazione finanziaria del team peggiorava velocemente, tanto che si decise di saltare l'ultimo appuntamento mondiale. Questo episodio segnò la fine della carriera del pilota colombiano il Formula 1.

#### Risultati completi
| 1982 | Scuderia | Vettura |    |    |     |  |    |    |     |     |    |     |    |   |     |     |    |  |  | Punti | Pos. |
| ---- | -------- | ------- | -- | -- | --- |  | -- | -- | --- | --- | -- | --- | -- | - | --- | --- | -- |  |  | ----- | ---- |
| 1982 | Ensign   | N181    | NQ | NQ | Rit |  | NQ | NQ | Rit | Rit | NQ | Rit | NQ | 8 | Rit | Rit | NC |  |  | 0     | 29º  |

| 1983 | Scuderia | Vettura |    |     |     |     |     |     |    |     |    |     |     |    |    |    |  |  |  | Punti | Pos. |
| ---- | -------- | ------- | -- | --- | --- | --- | --- | --- | -- | --- | -- | --- | --- | -- | -- | -- |  |  |  | ----- | ---- |
| 1983 | Theodore | N183    | NC | Rit | Rit | Rit | NPQ | Rit | NC | Rit | 16 | Rit | Rit | 12 | 13 | 12 |  |  |  | 0     | 29º  |

| Legenda | 1º posto     | 2º posto | 3º posto    | A punti         | Senza punti/Non class.  | Grassetto – Pole position Corsivo – Giro più veloce |
| Legenda | Squalificato | Ritirato | Non partito | Non qualificato | Solo prove/Terzo pilota | Grassetto – Pole position Corsivo – Giro più veloce |

### CART

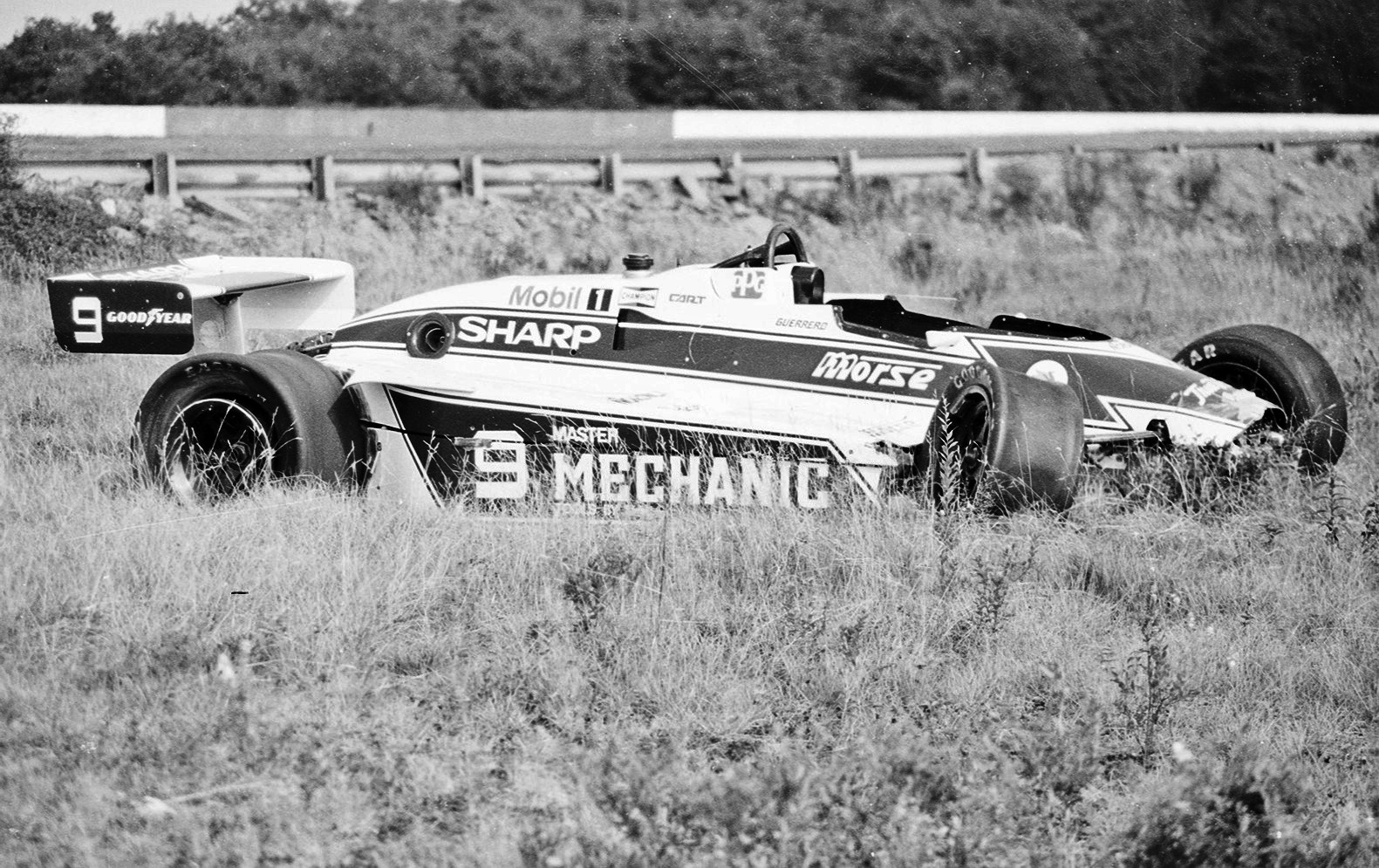
La vettura di Guerrero dopo un incidente avvenuto a Pocono nel 1984.

Senza possibilità di continuare a correre in Formula 1, Guerrero prese contatti con il team Bignotti-Cotter della categoria CART e si accordò con loro per disputare la stagione 1984 della serie americana. Il pilota colombiano, pur essendo un esordiente nella categoria, riuscì ad ottenere ottimi risultati, tra cui un secondo posto alla 500 miglia di Indianapolis. A fine anno fu undicesimo, ma vinse il premio per il miglior debuttante dell'anno. Visti i risultati Cotter lo confermò nella sua scuderia anche nei due anni seguenti, ma nonostante gli ottimi risultati in qualifica, non sempre in gara fu altamente competitivo. Il suo miglior risultato fu un secondo posto nel 1986 a Miami, ma il pilota avrebbe anche potuto vincere la gara se non fosse rimasto senza benzina durante l'ultimo giro.
Nel 1987 si registrò il suo passaggio al team di Vince Granatelli e in quell'anno ottenne i suoi migliori risultati: vinse la sua prima gara al secondo appuntamento stagionale, sfiorò il successo ad Indianapolis, in cui dominò largamente la gara, ma fu rallentato a causa di un problema alla sua vettura, ottenne tre pole position e un'altra vittoria. Durante una sessione di test, però, fu vittima di un grave incidente e venne colpito alla testa da uno pneumatico. Guerrero rimase in coma per oltre due settimane e perse ogni possibilità di lottare per il titolo, terminando quarto in classifica piloti. Riuscì comunque a ristabilirsi completamente e nel 1988 tornò a correre. Granatelli gli mise nuovamente a disposizione una delle sue vetture e il pilota concluse al secondo posto la prima gara della stagione, ma nel resto del campionato non fu più competitivo come in passato. Decise quindi di passare alla scuderia di Alex Morales, che disponeva dei nuovi motori Alfa Romeo. Guerrero e Giacomelli testarono i propulsori, ma le vetture non erano pronte per l'inizio della stagione, cosicché furono costretti a saltare le prime gare per esordire a Detroit. Le monoposto, però, erano inaffidabili e lente e i risultati furono disastrosi. Il 1990 fu l'ultima stagione completa di CART che il pilota disputò. Nella prima parte del campionato i risultati deludenti portarono il suo team a cambiare i telai passando dalla March alla Lola. Le prestazioni dei piloti, infatti, migliorarono e Guerrero riuscì a concludere alcune gare nei punti.
Negli anni seguenti le sue presenze si fecero più rarefatte. Nel 1992, però, riuscì ad ottenere la pole position alla 500 miglia di Indianapolis, ma un incidente nei giri di ricognizione vanificò la sua buona prestazione. Nonostante ciò per la stagione seguente ebbe la possibilità di disputare diverse gare con il team King Racing, sfiorando il podio in alcune occasioni. Ciò non fu però sufficiente a fargli ottenere la conferma per l'anno seguente.

### IRL
Negli ultimi anni della sua carriera disputò poi alcuni campionati di Indy Racing League e nel 2001 si ritirò dalle competizioni automobilistiche.